# Paweł z Głowina
Paweł z Głowina herbu Godziemba (zm. w 1493 roku) – kanonik gnieźnieński w 1463 roku, prepozyt gnieźnieński w 1461 roku, dziekan krakowski w latach 1454–1490, kanonik włocławski w latach 1465–1489, sekretarz królowej w 1458 roku.